# Балестер
Балестер (на немски: Balester, Schnäpper) е разновидност на арбалета. Основната му разлика с арбалета е възможността на балестера да стреля основно с оловни сачми, глина, камъни и други тежки материали във формата на сфери. Ефектът му е подобен на този на прашката, но по-дългото време на зареждане се компенсира с по-прецизна стрелба, тъй като този тип оръжие има подобрено устройство за насочване и облегалка за бузите. Съвременните балестери имат и приклад като на огнестрелно оръжие.
При изстрел сферата се води по надлъжния жлеб в приклада, но и по намиращия се отгоре (над тетивата) жлеб. Планката с горния надлъжен жлеб се нарича кулиса и по нея се разпознава балестерът. Балестрите са мощно оръжие, и за тяхното неподвижно запъване се използва лостова система, чиято дължина е между 80 – 100 см.
Съществуват различни видове балестри. Например немският шнепер (Schnäpper). Той е почти изцяло от метал, има вграден лост за запъване и няма водещи жлебове, и използва двойни тетива, които държат оловната сфера подобно на прашка.